# كلب الهسكي

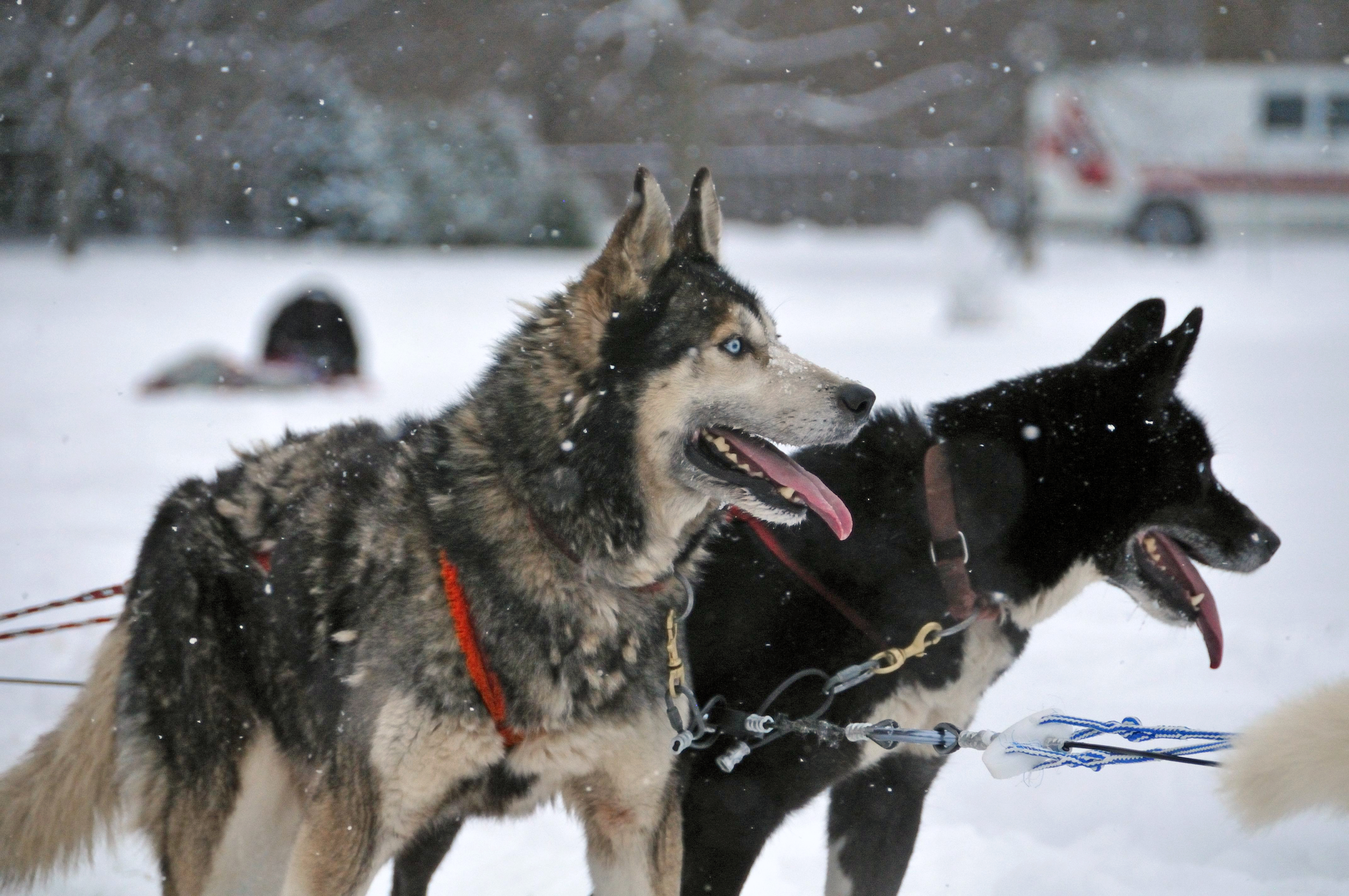

الأسكيمو أو الهسكي أو (نقحرة: هاسكي) هو كلب تزلج يُستخدَم في المناطق القطبية. يمكن للمرء أن يفرق بين كلاب الهَكسيّ وأنواع الكلاب الأخرى من خلال أسلوب السّحب السريع. فهم يمثلون هجينا متغيرا دائما لأسرع الكلاب (الملموت الألاسكي، على النقيض من ذلك، يسحب الحمولات الثقيلة بسرعة أبطأ). يستخدم البشر الهَكسيّ في سباق كلاب التزلج. قامت شركات متعددة بتسويق رحلات سياحية باستخدام زلاجات الكلاب للمسافرين المغامرين في المناطق الثلجية. كما يُحتفظ بالهَكسيّ كحيوانات أليفة، وتعمل مجموعات للعثور على منازل حيوانات أليفة جديدة لكلاب السباق ورحلات المغامرة المتقاعدة.

## أصل الكلمة
كلمة هَكسيّ نشأت من الكلمة التي تشير إلى السكان الأصليين في القطب الشمالي عموما، الأسكيمو «...المعروفين باسم 'الهَكسيّ'، ترخيم لكلمة 'Huskimos'، النطق الذي يطلقه بحارة السفن التجارية الإنجليز على 'الإسكيمو'» سُجل استخدام كلمة هَكسيّ منذ 1852 للكلاب التي يحتفظ بها شعب الإنويت

## النسب
التقارب الوراثي بين الذئب الرمادي وجميع الكلاب تقريبًا يرجع إلى الاختلاط. ومع ذلك، فإن العديد من سلالات القطب الشمالي تُظهر أيضًا تقاربًا وراثيًا مع ذئب تايميار المنقرض الآن من آسيا الشمالية بسبب الاختلاط: الهَسكي السيبيري وكلب جرينلاند (اللذان يرتبطان أيضًا تاريخيًا بالسكان البشريين في القطب الشمالي) وبدرجة أقل، الشار بي والسبيتس الفنلندي. يشير رسم بياني للاختلاط الوراثي الخاص بكلب جرينلاند إلى 3.5٪ من المواد المشتركة؛ ومع ذلك، فإن نسبة النَسب التي تتراوح بين 1.4٪ و 27.3٪ تتوافق مع البيانات وتشير إلى اختلاط بين ذئب تايميار وأسلاف هذه السلالات الأربعة العالية-المدى.
كان من الممكن أن يوفر هذا التقديم للكلاب المبكرة التي تعيش في خطوط العرض العالية تنوعًا ظاهريًا مفيدًا للتكيف مع بيئة جديدة وصعبة، مما يساهم بشكل كبير في تطوّر الهَكسيّ. كما يشير إلى أن أصل سلالات الكلاب الحالية ينحدر من أكثر من منطقة واحدة.

## السلالة
تقريبا ويرجع ذلك إلى اختلاط التقارب الجيني جميع الكلاب للذئب الرمادي. بيد أن العديد من السلالات القطب الشمالي تظهر أيضا التقارب الجيني مع الذئب تايمير الآن انقرضت من شمال آسيا بسبب اختلاط: في صوت هَكسيّ سيبيريا وغرينلاند الكلب (التي هي أيضا مرتبطة تاريخيا مع البشر في القطب الشمالي)، وإلى حد أقل في الشرع بى وسبيتز الفنلندي. على الرسم البياني خليط من الكلب غرينلاند يشير إلى أفضل احتواء المواد المشتركة 3.5٪. ومع ذلك، فإن نسبة النسب تتراوح بين 1.4٪ و 27.3٪ تتفق مع البيانات وتشير اختلاط بين الذئب تايمير وأسلاف هذه السلالات خطوط العرض العليا الأربعة.
هذا انجبال داخلي يمكن أن تقدم الكلاب أوائل الذين يعيشون في مناطق خطوط العرض العليا مع الاختلاف المظهري مفيدة للتأقلم مع البيئة الجديدة والصعبة، والمساهمة بشكل كبير في تطوير الهَكسيّ. كما يشير إلى أن أصل من سلالات الكلاب في الوقت الحاضر ينحدر من أكثر من منطقة.

## الخصائص
كلاب الهَكسيّ في الغالب قوية البنية، ونشيطة، ورياضية، وفروها سميك في الغالب يكون مزيجًا بين ألوان الرمادي والأسود والنحاسي والأحمر والأبيض. وأعين الهَكسيّ تكون في الغالب ذات لون أزرق باهت، لكن في حالات نادرة قد تكون بنية أو خضراء أو زرقاء أو صفراء. والكلاب قوية البنية تكون في الغالب أكثر عرضة لمرض التهاب القزحية من سلالات الكلاب الأخرى.
يبلغ متوسط حجم الذكور بين 53 و 59 سم، بينما يبلغ متوسط الإناث 50إلى 55 سم. يزن الذكر ما بين 20 و 27 كغ والأنثى من 16 إلى 23 كغ. لا يُعرف عن كلاب الهَكسيّ العدوانية وعادة ما يكونون جيدين في المنازل ويتصرفون بشكل جيد مع الأطفال. من الصعب للغاية تدريبهم، لذلك يجب على مالكي الكلاب لأول مرة التفكير في سلالات أخرى.

## السلالات

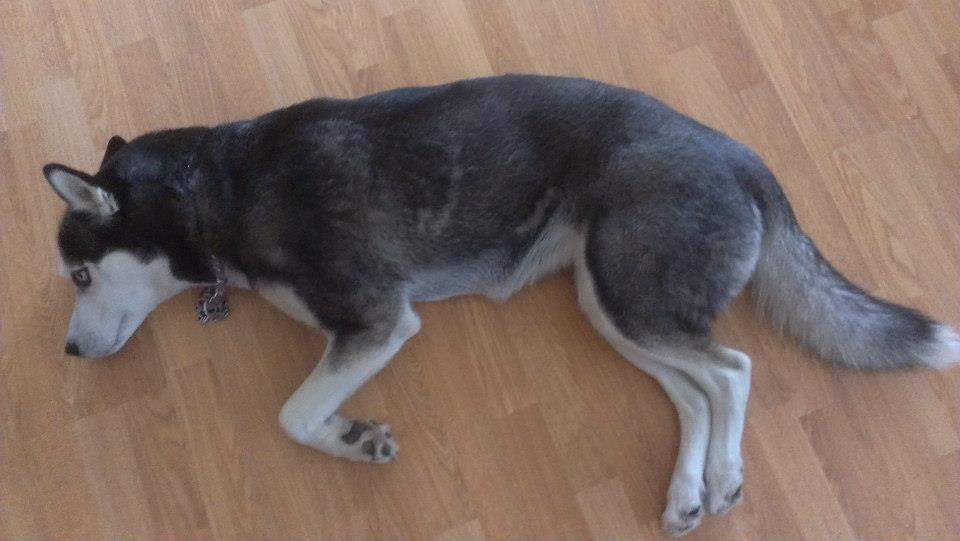
الهَكسيّ يستريح

كانت الكلاب نوع هَكسيّ أصلا السلالات landrace التي يحتفظ بها السكان الأصليين في منطقة القطب الشمالي.
تم الأمثلة على هذه السلالات في العصر الحديث ولدت بشكل انتقائي وتسجيلها مع مختلف الأندية تربية الكلاب كما السلالات الأصيلة الحديثة، بما في ذلك هَكسيّ سيبيريا وغرينلاند الكلب. المبحوح سخالين هو كلب زلاجات الياباني تتعلق سبيتز اليابانية واكيتا.
هَكسيّ ألاسكا هو نوع من الكلاب مزلقة وجدت في ألاسكا (بدلا من سيبيريا أو المناطق القطبية الأخرى) ونهر ماكنزي هَكسيّ هو نوع فرعي في إشارة إلى السكان الكلب مختلفة في المناطق القطبية الشمالية والمناطق شبه القطبية من ألاسكا وكندا.
وتشمل أقوياء البنية السلالات الأخرى Samoyed و، لابرادور هَكسيّ، وشبعا اينو. وملموت الاسكى